# Cristina Córdula
Cristina Córdula, née le 30 octobre 1964 à Rio de Janeiro, est une animatrice de télévision et conseillère en image brésilienne naturalisée française. Elle a également été mannequin avant d'entamer une carrière dans l'audiovisuel.
Installée en France, elle présente, sur M6 et Téva, plusieurs émissions de relooking, de coaching et consacrées à la mode comme Nouveau look pour une nouvelle vie, Les Reines du shopping, Magnifique by Christina !, Cousu main et La robe de ma vie.

## Biographie

### Origines et famille
Cristina Maria Córdula da Cunha est née le 30 octobre 1964 à Rio de Janeiro, au Brésil, d'un père chef d'entreprise et d'une mère sociologue puis critique d'art.

### Études
Elle étudie le journalisme et la communication à l’université brésilienne de Gama Filho à Rio de Janeiro.

### Mannequinat
Cristina Córdula tourne dans des publicités avant de commencer à défiler à l'âge de 16 ans au Brésil et poser pour des magazines de mode. Alors qu’elle défile à Milan en Italie, un ami coiffeur à São Paulo lui conseille de couper ses cheveux. Avec cette nouvelle coupe, sa carrière de mannequin international décolle, étant représentée par les agences de mannequins Delphine, Zen et Neo pour de célèbres maisons comme Yves Saint Laurent, Chanel ou Dior. Elle arrive en Europe en 1985, après avoir été repérée par une agence espagnole. 
Elle accordera son dernier défilé au grand couturier français Marc Bohan[Quand ?]. Elle arrête sa carrière de mannequin lors de la naissance de son fils en 1994[réf. nécessaire].
Elle est l'une des personnalités à participer au dernier défilé de Jean-Paul Gaultier en janvier 2020 telles Coco Rocha, Amanda Lear, Mylène Farmer, Rossy de Palma, Dita von Teese et Estelle Lefébure,.

### Conseillère en image, animatrice de télévision et de radio
Après sa carrière de mannequin, Cristina Córdula  travaille pendant 3 ans dans une société indépendante de relooking créé par Joëlle D[réf. nécessaire]. 
Cristina Córdula ouvre en 2002 son agence de conseil en image Cristina Córdula - Agence de Relooking à Paris où elle s'installe.
Un an après ses débuts en tant que conseillère en image, elle est  recalée à un casting pour animer l’émission J'ai décidé de changer de look sur M6, selon elle « à cause de son accent ». La présentation revenant à Julienne Bertaux, Cristina Cordula fera partie du programme, au printemps 2004, en tant que coach, à la suite du désistement d'une consultante et du changement de rédactrice en chef de l'émission[réf. nécessaire]. À partir d'octobre de la même année, elle est coach avec Émilie Albertini dans la nouvelle formule de l'émission intitulée Nouveau look pour une nouvelle vie, diffusée en deuxième partie de soirée sur la même chaîne et animée par Véronique Mounier. À partir de 2008, elle est en tandem à la présentation de l'émission et au relooking avec Émilie Albertini jusqu'en 2011 puis seule de 2012 jusqu'à l'arrêt du programme en 2018[réf. nécessaire].
Elle est l'auteur d'un ouvrage paru en 2008 sur le conseil en image Toutes les femmes sont belles, chez Larousse. Par la suite elle sort plusieurs livres : Les 50 règles d'or du relooking et Le guide du relooking en avril 2010, et Guide pratique du relooking et Guide pratique du relooking - spécial rondes, en mars 2012.
En juillet 2010, elle crée la société Cordula Conseil à Paris.
Le 29 avril 2011, elle commente pour M6 le mariage du prince William et de Catherine Middleton en compagnie d'Emmanuel de Brantes et Nathalie Renoux. Elle anime depuis 2011 l'émission Magnifique by Cristina ! sur Téva.
Elle présente, sur M6, du lundi au vendredi Les Reines du shopping à 17 h 25 à partir de juin 2013 à octobre 2022 et sa déclinaison au masculin Les Rois du shopping en 2015-2016.
En 2014, avec Jérôme Anthony, Karine Le Marchand, Stéphane Rotenberg, Alex Goude, Valérie Damidot, Faustine Bollaert, Louise Ekland et Mac Lesggy, elle coanime pour M6 et W9, des émissions consacrées au Top 50 :  Les 30 ans du Top 50 (volumes 1 et 2), concert enregistré au Palais des Sports de Paris.

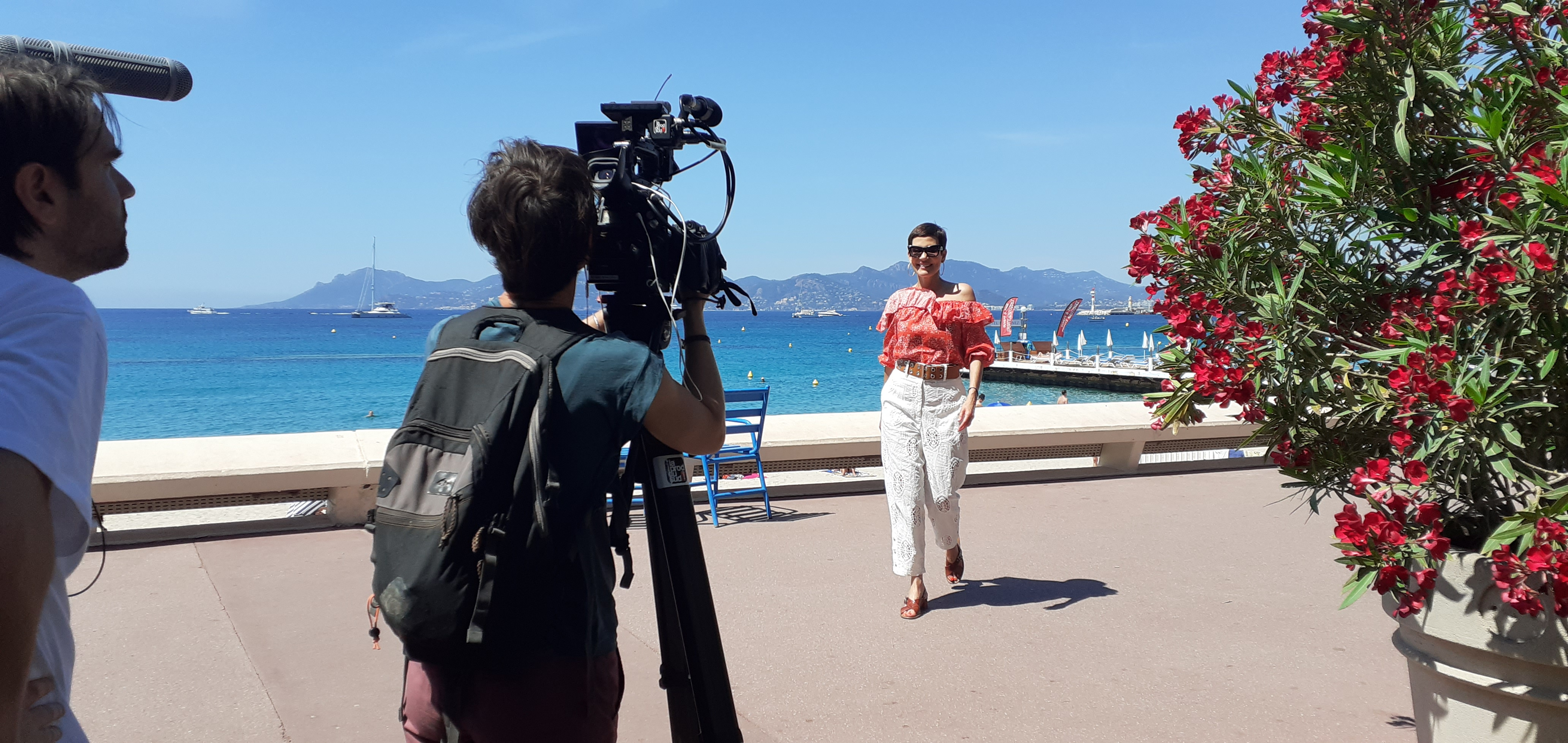
Cristina Córdula lors d'un tournage sur la Croisette à Cannes (juin 2022).

En 2014, pour la Coupe du monde de football au Brésil, elle anime à la radio une chronique dans l'émission de Cyril Hanouna sur Europe 1, Les Pieds dans le plat. Dans la foulée, elle présente sur M6 durant l'été le programme court Mon Brésil à moi.
De fin août 2014 à octobre 2017 et toujours sur M6, elle anime le samedi après-midi les trois  saisons de Cousu main où des candidats amateurs doivent effectuer différents travaux de couture, le gagnant obtenant la possibilité d'écrire un livre de couture.
Fin 2014, elle est désignée « femme de l'année » par le magazine Télé 7 Jours.
Le 26 juin 2015, elle intègre l'équipe de Laurent Ruquier dans Les Grosses Têtes sur RTL.
En novembre 2015, elle lance la collection « Capsule » avec l'enseigne Tati.
En 2016, elle devient l'ambassadrice de la marque de shampooing Head & Shoulders. En janvier de la même année, elle renonce à acquérir la nationalité française, devant plusieurs difficultés administratives.
À partir de juin 2017, elle anime le docu-réalité La Robe de ma vie, diffusé du lundi au vendredi à 16 h 20 puis le lundi en deuxième partie de soirée, dans lequel des futures mariées choisissent leur robe de mariage.
À partir du 7 janvier 2019, M6 diffuse Les Reines des enchères à 17 h 35. L'émission basée sur le même modèle que Les Reines du shopping créé tout d'abord une polémique en raison d'une prétendue ressemblance avec Affaire conclue de Sophie Davant sur France 2[réf. nécessaire]. Après 5 jours à l'antenne, M6 déprogramme l'émission en raison des audiences très basses réalisées et diffuse des inédits des Reines du shopping, tandis que le programme est diffusé sur la plateforme de la chaîne. 
En 2021, Les Reines du shopping est remplacé par une émission de relooking, Incroyables transformations, avec notamment le coiffeur Nicolas Waldorf, qui prend la case horaire de l'émission de Cristina Córdula. Le dernier numéro des Reines du shopping est diffusé le 31 octobre 2022[réf. nécessaire].
En janvier 2024, elle met un terme à son contrat d’exclusivité avec M6, de ce fait elle se rapproche de TF1 en participant à divers émissions comme Miss France, Camille & Images, Le Grand Bêtisier et 50 minutes inside. En février et mars 2024, elle est candidate dans la treizième saison de Danse avec les stars sur TF1 en duo avec le danseur professionnel Jordan Mouillerac. Elle termine 9e sur les douze célébrités participantes.
En juin 2025 elle participe en tant qu'enquêtrice le temps d'une émission spéciale de Mask Singer, elle sera également l'animatrice de la tournée 2025/2026 de cette même émission. 

### Particularités
Cristina Córdula est également connue pour ses expressions cultes qui ponctuent ses interventions télévisées, sublimées par son accent brésilien, notamment le neologisme « magnifaïk » devenu une marque de cosmétiques ou le « look mémérisant » ou encore la formule bienveillante « ma chériiiie » à l'attention de ses interlocutrices.

### Vie privée
Cristina Córdula a un fils, prénommé Enzo et né en 1994.
Le 6 juin 2017, elle s'est mariée à Capri (en Italie) avec Frédéric Cassin, un homme d'affaires français,.
Le 18 décembre 2018, elle obtient la nationalité française, possédant ainsi la double nationalité brésilo-française.

## Émissions

### Télévision

#### Animatrice
- 2004-2018 : Nouveau look pour une nouvelle vie (M6) : coach (2004-2008), animatrice et coach avec Émilie Albertini (2008-2011) puis seule (2012-2018)
- 2011 : Mariage de Kate Middleton et du prince William (M6) : commentaires avec Nathalie Renoux et Emmanuel de Brantes
- 2011-2016 : Magnifique by Cristina ! (Téva) : animatrice
- 2013-2022 : Les Reines du shopping (M6) :
- 2014 : Les 30 ans du Top 50 (volumes 1 et 2) : co-animatrice (M6/W9)
- 2014 : Mon Brésil à moi (M6)
- 2014-2017 : Cousu main (M6)
- 2015 : Surpriiise by Cristina Cordula (M6)
- 2015 - 2016 : Les Rois du shopping (M6)
- 2017-2019 : La robe de ma vie (M6)
- 2018 : Mission Mariage (M6)
- 2019 : Les Reines des enchères (M6)
- 2019-2020 : Objectif 10 ans de moins (M6)[23]
- 2023 : Dressing challenge (M6)

#### Participante / candidate
- 2004 : J'ai décidé de changer de look présenté par Julienne Bertaux sur M6 : coach/consultante
- 2005 : Mon voisin est une rockstar présenté par Virginie Efira sur M6 : coach en image
- 2014 : Qu'est-ce que je sais vraiment ? sur M6 : participante
- 2021 : Opération renaissance présenté par Karine Le Marchand sur M6 : coach
- 2022 et 2023 : Qui peut nous battre ? sur M6 : candidate
- 2024 : Danse avec les stars sur TF1 : candidate de la saison 13[24]
- 2024 : Drag Race France sur France 2 : juge invitée (saison 3, épisode 5)
- 2024 : Élection de Miss France 2025 sur TF1 : jurée
- 2025 : Mask Singer (saison 7) sur TF1 : enquêtrice invitée (épisode 6)
- 2025 : Top Model International sur TV Monaco : jurée[25]

### Radio
- 2014 : Les Pieds dans le plat, animée par Cyril Hanouna (Europe 1) : chroniqueuse
- Depuis 2015 : Les Grosses Têtes, animée par Laurent Ruquier (RTL) : sociétaire

## Filmographie
- 2013 : The Return, court-métrage de Karl Lagerfeld : apparition
- 2020 : clip de la chanson Et demain ? de Et demain ? Le collectif : apparition
- 2022 : Scènes de ménages (soirée anniversaire 35 ans M6 : tous en scène !)

## Publications
- Alexie Lorca et Cristina Córdula, Toutes les femmes sont belles !, Paris, Éditions Larousse, 23 avril 2008, 286 p. (ISBN 978-2-03-583836-0)
- Alexie Lorca et Cristina Córdula, Guide du relooking, Paris, Éditions Larousse, 14 avril 2010, 192 p. (ISBN 978-2-03-584946-5)
- Cristina Córdula, Les 50 règles d'or du relooking, Paris, Éditions Larousse, 27 avril 2011, 94 p. (ISBN 978-2-03-585872-6)
- Paula Braconnot et Cristina Córdula, Guide pratique du relooking : Spécial rondes, Paris, Éditions Larousse, 21 mars 2012, 192 p. (ISBN 978-2-03-585449-0)
- Paula Braconnot et Cristina Córdula, Style & allures, Paris, Éditions Larousse, 8 octobre 2014, 223 p. (ISBN 978-2-03-590252-8)
- Alexie Lorca et Cristina Córdula, 40 relooking pas à pas, Paris, Éditions Larousse, 22 avril 2015, 272 p. (ISBN 978-2-03-591644-0)
- Alexie Lorca et Cristina Córdula, Le guide pratique du relooking, Paris, Éditions Larousse, 29 avril 2015, 192 p. (ISBN 978-2-03-588534-0)
- Paula Braconnot et Cristina Córdula, Le guide du Relooking : Special rondes, Paris, Éditions Larousse, 29 avril 2015, 185 p. (ISBN 978-2-03-588535-7)
- Paula Braconnot et Cristina Córdula, Mon look book par Cristina Cordula, Paris, Éditions Larousse, 19 octobre 2016, 160 p. (ISBN 978-2-03-589945-3)
- Cristina Córdula, Be yourself!, Paris, Éditions Larousse, 2 octobre 2019, 224 p. (ISBN 2035966442)